# Актинометр

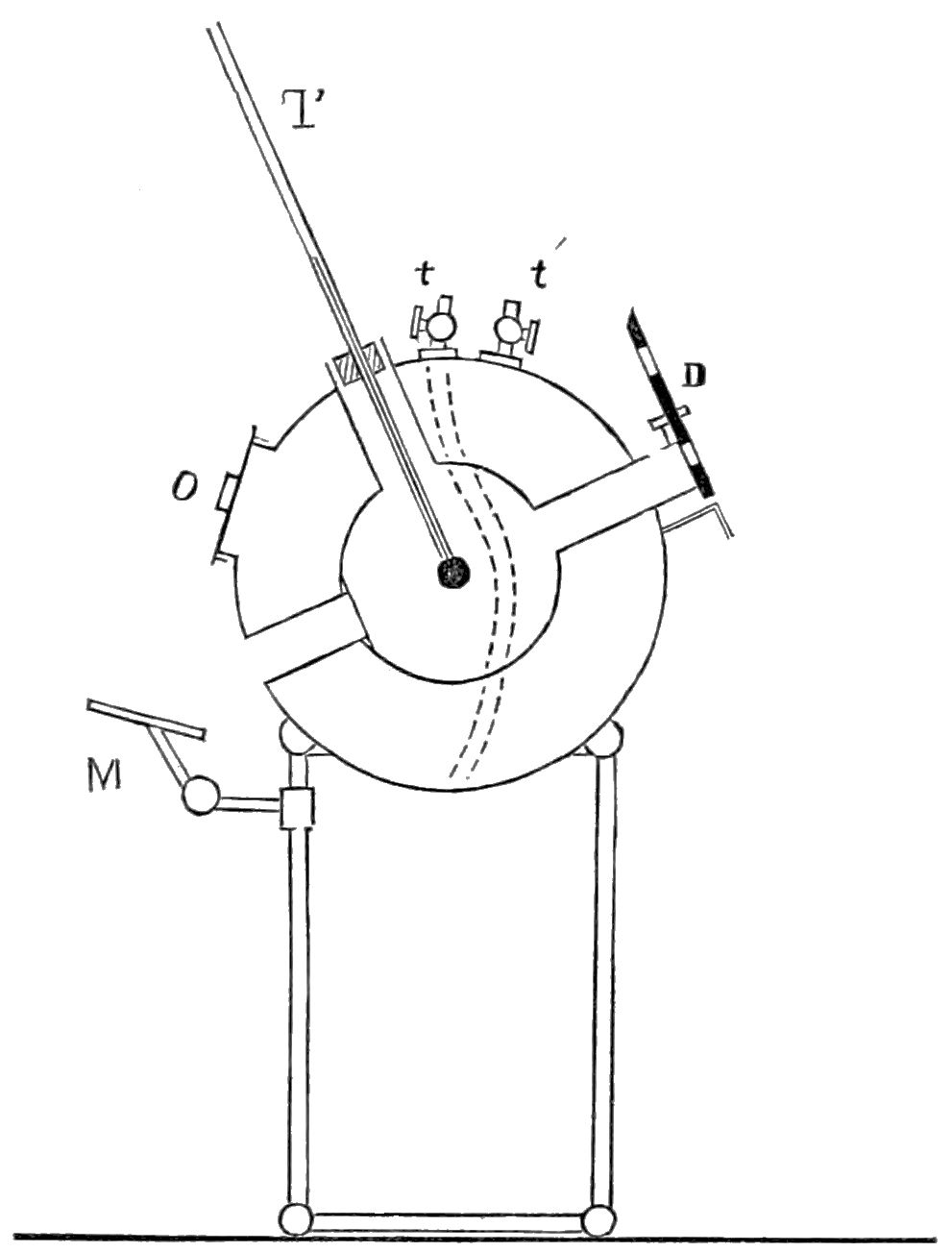
Актинометр Виолля

Актинометр (от греч. ακτίς актино- — луч и μέτρον — мера) — измерительный прибор, который служит для измерения интенсивности электромагнитного излучения, преимущественно видимого и ультрафиолетового света. В метеорологии применяется для измерения прямой солнечной радиации.
Так назвал Гершель изобретённый им в 1834 году инструмент, служащий для измерения нагревательной силы солнечных лучей. Ещё раньше Гершеля Соссюр построил с этою же целью инструмент, который он назвал гелиотермометром, а позже (1838) Пулье изобрел так называемый пиргелиометр. Актинометром названы также приборы, измеряющие количество лучистой теплоты, испускаемой в небесное пространство (Пулье, 1838). Самое большое значение имеет Актинометр, изобретённый Пулье (пиргелиометр); в общем он состоит из цилиндрического серебряного сосуда, крышка которого уставлена перпендикулярно к солнечным лучам; сосуд наполнен водой с погруженным в неё шариком очень чувствительного термометра; крышка, воспринимающая лучи, закопчена (покрыта сажей) для большего их поглощения. Из повышения температуры воды в определенное время вычисляют количество поглощенного тепла известною плоскостью в данное время. К этому надо ещё прибавить ту теплоту, которую воспринимающая поверхность теряет через лучеиспускание. Дабы таковую найти, устанавливают Актинометр так, чтобы воспринимающая поверхность была обращена в ту сторону неба, где солнца нет, и по понижению температуры вычисляют потерянное количество тепла. Актинометром иногда называют и обыкновенный актинограф.
Актинометр с набором фильтров может быть использован для измерения прямой солнечной радиации в различных участках солнечного спектра.